# Wali l-'ahd
Wali l-'ahd in arabo ﻭﻟﻲ ﺍﻟﻌﻬﺪ‎?, walī l-ʿahd, lett. "garante del patto", è l'espressione usata in lingua araba per indicare l'erede alla dignità califfale, designato dal suo predecessore.
Dal momento che l'istituto califfale è considerato un vero e proprio contratto sottoscritto fra chi sia designato califfo e i sudditi musulmani a lui sottomessi, tale contratto ha bisogno di due indispensabili condizioni: 
1. la promessa da parte de candidato califfo di operare in accordo (ʿahd) con la Legge di Allāh, garantendo a Dio la ʿibāda, ossia la venerazione che si deve al Creatore, e
2. l'accettazione del patto da parte dei sudditi del futuro califfo che sono pertanto designati ahl al-ʿahd, ossia "gente del patto". L'accettazione si chiama bayʿa e, formalmente, può essere revocata solo qualora il califfo non operi più in accordo con le norme sciaraitiche, prefigurando un diritto di revoca che comporta la destituzione dell'interessato.